# ARA Bathurst (M-1)
El ARA Bathurst (M-1) fue un minador-rastreador en servicio con la marina de guerra de Argentina de 1922 a 1951. Fue originalmente Melita con la Reichsmarine (Alemania) de 1916 a 1922 durante la Primera Guerra Mundial.

## Historia
Fue construido en 1916 para la Kaiserliche Marine (Alemania) durante la Primera Guerra Mundial. Fue adquirido por Argentina en 1922 junto a otros nueve minadores. Fue asignado a la Escuela Naval Militar (ENM; de Ensenada) junto al acorazado Almirante Brown y el crucero acorazado Garibaldi.
En 1940, con la Segunda Guerra Mundial, el Bathurst estuvo asignado a la defensa del estuario del Río de la Plata. En 1946 fue dado de baja y en 1950 fue entregado a la Dirección General de Fabricaciones Militares para el desguace y fundición.

## Nombre
Su nombre ARA Bathurst honraba al sargento mayor de marina Guillermo Bathurst, militar de la guerra del Brasil, la guerra civil argentina y la campaña de Rosas al Desierto.